# Brady Walkinshaw
Brady Piñero Walkinshaw (sinh ngày 26 tháng 3 năm 1984) là một chính trị gia người Mỹ, từng phục vụ tại Hạ viện Bang Washington từ năm 2013 đến năm 2017. Walkinshaw đại diện cho khu vực lập pháp 43, bao gồm phần lớn trung tâm Seattle. Kể từ năm 2017, ông giữ chức vụ Giám đốc điều hành của 'Grist, một tạp chí trực tuyến có trụ sở tại Seattle tập trung vào tin tức môi trường.
Walkinshaw là ứng cử viên cho khu vực dân biểu số 7 của Washington tại Hạ viện Hoa Kỳ trong cuộc bầu cử năm 2016. Ông được sự chứng thực của Quỹ Chiến thắng Đồng tính nam và Đồng tính nữ và The Seattle Times, nhưng đã thua cuộc bầu cử trước Pramila Jayapal.  Walkinshaw được Lãnh đạo Đa số Thượng viện Tiểu bang Washington Andy Billig bổ nhiệm vào Ủy ban Tái phân chia khu vực Tiểu bang Washington.

## Cơ quan lập pháp Washington

### Bầu cử
Một đảng viên Đảng Dân chủ, Walkinshaw được bổ nhiệm vào văn phòng vào năm 2013 sau cuộc bầu cử của Ed Murray làm Thị trưởng Seattle. Khi Jamie Pedersen đảm nhận ghế cũ của Murray trong Thượng viện, Walkinshaw kế nhiệm Pedersen trong Hạ viện. Walkinshaw was then elected in 2014.

### Pháp luật
Walkinshaw là nhà tài trợ chính của 'Luật Joel' (HB 1258), cho phép các thành viên trong gia đình thỉnh cầu tòa án Washington vô tình đưa một người thân đi điều trị sức khỏe tâm thần. Đạo luật bổ sung $15 triệu cho hệ thống sức khoẻ tâm thần của tiểu bang. Dự luật đã được thông qua Hạ viện với một cuộc biểu quyết nhất trí, và dự luật đồng hành của nó được thông qua Thượng viện tiểu bang với số phiếu 46 đến 3, trở thành luật vào ngày 24 tháng 7 năm 2015.
Vào ngày 26 tháng 1 năm 2015, Walkinshaw giới thiệu HB 1671, để tăng khả năng tiếp cận với các chất đối kháng opioid nhằm giảm tử vong do quá liều ma túy. Dự luật đã được Hạ viện bang thông qua với tỷ lệ 96-1, thông qua Thượng viện bang với biểu quyết nhất trí và trở thành luật vào ngày 24 tháng 7 năm 2015.
Walkinshaw từng là nhà tài trợ chính cho 'CROP' (HB 1553), cho phép những người ra tù có được chứng chỉ của tòa án để khôi phục quyền truy cập vào các ngành nghề được cấp phép. Dự luật được thông qua nhất trí thông qua Hạ viện và Thượng viện, và được Thống đốc Inslee ký thành luật vào ngày 31 tháng 3 năm 2016.
Vào ngày 19 tháng 1 năm 2016, Walkinshaw giới thiệu HB 2726, thiết lập quyền cho người cao tuổi tham gia cộng đồng hưu trí được chăm sóc liên tục và yêu cầu tiết lộ chi phí và lệ phí. Dự luật được thông qua Hạ viện với số phiếu 83 đến 13, được Thượng viện tiểu bang nhất trí và được Thống đốc ký vào ngày 1 tháng 4 năm 2016.

### Nhiệm vụ của ủy ban
Hạ viện, phiên họp năm 2016
- Nông nghiệp & Tài nguyên thiên nhiên (Phó chủ tịch)
- Chiếm đoạt
- Học sớm & Dịch vụ Nhân sinh

## Grist
Vào ngày 7 tháng 3 năm 2017, Grist bổ nhiệm Walkinshaw làm Giám đốc điều hành của công ty, tiếp quản từ người sáng lập Chip Giller.

## Đời tư
Walkinshaw là người Mỹ gốc Cuba và là người đồng tính công khai. Walkinshaw trước đây từng là nhân viên chương trình tại Quỹ Bill & Melinda Gates. Ông đã tốt nghiệp trường Princeton School of Public and International Affairs. Walkinshaw đã phục vụ trong hội đồng quản trị của Đại học Princeton và Quỹ đất công cộng.